# Городские легенды (фильм)
«Городские легенды» (англ. Urban Legend) — американо-канадский слэшер 1998 года режиссёра Джейми Блэнкса по сценарию Сильвио Орта. Главные роли сыграли Алисия Уитт, Джаред Лето и Ребекка Гейхарт, а также Майкл Розенбаум, Джошуа Джексон, Даниэль Харрис, Лоретта Дивайн, Тара Рид. Вместе с молодыми актёрами в ролях второго плана появились знаменитые исполнители жанра ужасов — Роберт Инглунд, Брэд Дуриф и Джулиан Ричингс. Сюжет фильма рассказывает о серии таинственных убийств, произошедших в студенческом городке — история основана на реально существующих в американском обществе городских легендах.
Съёмки проходили весной 1998 и вышли в прокат США 25 сентября того же года — при бюджете $14 миллионов, мировые сборы превысили $72,5 миллиона; в целом, критика восприняла картину плохо, назвав подражанием «Крику», однако это одна из немногих картин, посвящённых городским легендам. В 2000 году вышло продолжение фильма под названием «Городские легенды 2», а затем и третья часть — «Городские легенды 3: Кровавая Мэри». В феврале 2020 года стало известно о разработке нового фильма — его снимет и поставит Колин Миниган.

## Сюжет
Мишель Манчини едет на своём джипе в университет. Когда у неё заканчивается бензин, девушка останавливается на заправочной станции. Странное поведение работника заправки приводит Мишель внутрь здания. Мужчина пытается ей что-то сказать, однако Мишель, подумав что ей грозит опасность, садится в машину и уезжает. Однако убийца, которым оказался другой человек, подстерегал Мишель на заднем сидении её машины — нападающий отрубил девушке топором голову.
Дальнейшие события фильма переносят зрителей в небольшой университетский город Пендлтон накануне празднования студентами специфического праздника — годовщины массового убийства студентов, произошедшего много лет назад. В университете вновь начинает происходить страшное. Вначале главная героиня, студентка Натали, вместе с шутником Дэймоном едут в лес, однако последнего вешает на дерево человек в куртке с капюшоном. Натали пытается уехать, но незнакомец привязывает машину к дереву. Натали спасается бегством, а вернувшись на место с полицейским, не обнаруживает ни тела, ни машины. Все считают, что Дэймон уехал на выходные.
Почитав книгу с городскими легендами Натали понимает, что человек, убивший Мишель и Дэймона, воссоздает убийства по ним. Тем же вечером маньяк убивает соседку Натали — Тош, но подстраивает все так, будто Тош покончила с собой. Натали опять никто не верит, кроме Пола — журналиста студенческой газеты. Уборщик говорит ребятам, чтобы они поговорили о массовом убийстве студентов с одним из преподавателей — профессором Векслером. Натали и Пол пробираются к нему в кабинет и, найдя там топор, обвиняют Векслера в убийствах. Однако им никто не верит.
Позже Натали рассказывает своей подруге Бренде о том, что она и Мишель случайно убили человека. Этим же вечером маньяк убивает декана Адамса, в то время как однокурсник ребят, Паркер, устраивает у себя дома вечеринку, собравшую чуть ли не всех студентов колледжа. Пол рассказывает Натали, что массовое убийство произошло на самом деле, и единственный кто выжил — это молодой Векслер. В это время полицейский Риз находит разгромленный кабинет Векслера с лужей крови. Пол уходит на поиски помощи, а девушка Паркера — Саша, уезжает на свою студию. Маньяк вначале убивает собаку Паркера, а затем и её владельца Паркера. Убийца нападает на помощника Саши, а затем преследует её по всему корпусу. Все это происходит в прямом радио-эфире, и Натали и Риз устремляются туда. Оказавшись на месте, Натали видит, как маньяк убивает Сашу топором. Натали, Пол и Бренда уезжают. По дороге они заезжают на заправку, и Пол отходит в сторону, чтобы сделать звонок.
Бренда и Натали чувствуют странный запах и находят труп Векслера в багажнике машине Пола. Они сбегают прочь от юноши, который начинает их преследовать. В суматохе Натали и Бренда разделяются. Натали встречает уборщика колледжа, и маньяк гонится за ними на машине Пола. Машина героев съезжает в кювет, и Натали, услышав крики Бренды из старого дома, бежит туда. Там девушка находит тела всех убитых, а затем на неё нападает Бренда. Очнувшись, связанная Натали узнает, что Бренда — и есть серийный убийца. Бренда была невестой того юноши, которого случайно убили Мишель и Натали. Бренда хочет отмстить, воплотив в жизнь последнюю легенду и обвинить во всём Векслера. Однако Риз находит их и освободив Натали, пытается задержать Бренду, но та ранит её ножом и наставляет пистолет на Натали. Тогда к ним присоединяется Пол и Бренда начинает выбирать кого она убьёт. В этот момент Риз стреляет ей в руку. Натали подбирает пистолет, стреляет в Бренду, и та выпадает из окна. Пол и Натали едут за помощью, но с заднего сиденья поднимается Бренда и пытается убить топором Пола. Машина врезается в перегородку моста, Бренда вылетает через лобовое стекло и падает в реку.
В финальной сцене картины, студент рассказывает своим друзьям о событиях, произошедших в Пендлтоне. Собравшиеся вокруг уверены, что это лишь легенда. Но оказывается, что Бренда выжила и сидит вместе с остальными студентами. Девушка говорит, что сейчас расскажет, как всё на самом деле произошло.

## В ролях
- Алисия Уитт — Натали Саймон
- Джаред Лето — Пол Гарднер
- Ребекка Гейхарт — Бренда Бэйтс
- Майкл Розенбаум — Паркер Райли
- Джошуа Джексон — Дэймон Брукс
- Даниэль Харрис — Тош Гуанери
- Джон Невилл — Декан Адамс
- Лоретта Дивайн — Риз Уилсон
- Тара Рид — Саша Томас
- Наташа Грегсон Вагнер — Мишель Манчини
- Стэфани Энн Миллз — Фелиция
- Роберт Инглунд — Уильям Векслер
- Брэд Дуриф — Майкл МакДоннелл
- Джулиан Ричингс — Уборщик

## Производство

### Начальный этап
Концепцию фильма придумал Сильвио Орта, выпускник Нью-Йоркского университета, работавший тогда продавцом парфюмерии в магазине «Нордстром». Орта представил идею продюсеру Джине Мэттьюз в конце 1997 года. Мэттьюз понравилась история и они продолжили работу над текстом — вскоре Орта написал первый вариант сценария. Вскоре проектом заинтересовался продюсер Нил Мориц — и он согласился стать продюсером вместе с Мэттьюз и Майклом МакДоннеллом. Орта и Мэттьюз предлагали текст многим студиям, но никто не был заинтересован в финансировании. В последней попытке Орта показал сценарий студии «Phoenix Pictures» — на тот момент компания спродюсировала несколько маленьких проектов. Майк Медавой заинтересовался историей, но по предложил, что текст надо улучшить — работа над новой версией началась в середине 1997 года.
Продюсер Брэд Лафф искал режиссёра среди молодых кинематографистов из Австралии, и вскоре увидел короткометражный фильмы ужасов «Silent Number» 26-летнего Джейми Блэнкса — проект был выпускной работой в киношколе в Мельбурне. Блэнкс очень хотел стать режиссёром другого продюсерского проекта Морица — триллера «Я знаю, что вы сделали прошлым летом» — он даже снял псевдо-трейлер к фильму, но кресло режиссёра уже занял Джим Гиллеспи. Тогда Блэнксу предложили почитать сценарий «Городских дегенд», и в феврале 1998 года Блэнкс приступил к работе.

### Кастинг
Джаред Лето получил роль Пола Гарднера — студента-журналист, расследующего убийства. Мэттюз вспоминает, что он получил роль благодаря своему «мрачному очарованию, которое выделяло его в сочетание с привлекательной и доброй внешностью», а также потому, что он уже был достаточно известным актёром благодаря роли в молодёжном телесериале «Моя так называемая жизнь». Главную женскую роль — студентки Натали — сыграла актриса Алисия Уитт, снявшаяся до этого в «Дюне» Дэвида Линча и его же сериале «Твин Пикс». Уитт понравилось играть «девушку, которая оказывается в непривычных для себя обстоятельствах» и выживает в столкновении с убийцей. Ребекка Гейхрат проходила прослушивание несколько раз, прежде чем получила роль лучшей подруги Натали, Бренды — многие молодые актрисы хотели сыграть эту роль. По решению продюсеров, который боялись, что естественная внешность актрисы — а именно её кудрявые волосы — дадут зрителям подсказку относительно личности убийцы, в большинстве сцен у Гейхарт были прямые волосы.
Джошуа Джексон снялся в роли второго плана — он сыграл студента-шутника Дэймона; к тому времени актёр уже был известен благодаря сериалу «Бухта Доусона». Друга Дэймона, Паркера, сыграл Майкл Розенбаум — актёр недавно появился в маленькой роли в фильме «Полночь в саду добра и зла» 1997 года; сначала Блэнкс хотел взять другого актёра на эту роль, но, увидев Майкла, режиссёр поменял своё решение. Ведущую радио-шоу Сашу и подружку Паркера сыграла Тара Рид. Роберт Инглунд — исполнитель роли Фредди Крюгера в фильмах «Кошмар на улице Вязов» — сыграл профессора Уэкслера. Актёра впечатлила задумка фильма, а также он был поклонников некоторых актёров, которые были задействованы в проекте. Лоретта Дивайн досталась роль Риз, охранник студгородка — актрисе помог опыт директора общежития в «Брандейском университете». Также небольшую роль сыграла Даниэль Харрис — она прославилась благодаря персонажу Джейми Ллойд из фильмов «Хэллоуин 4: Возвращение Майкла Майерса» и «Хэллоуин 5: Месть Майкла Майерса»; изначально Харрис пробовалась на роль Натали, но появилась в фильме как Тош — соседка главной героини.
В роли Мишелль Манчини, первой жертвы убийцы в открывающей сцене, снялась Наташа Грегсон Вагнер. В этой же сцене в небольшом «камео» появился Брэд Дуриф, известный по главной роли — куклы Чаки — в фильмах серии ужасов «Детские игры».

### Съёмки
Основные съёмки картины начались 20 апреля 1998 года в Торонто. Местный университет послужил фасадом для вымышленного колледжа «Пэндэлтон». Сцены внутри университета снимали «Trinity College School» в Питерборо в городке Порт-Хоуп. За производственный дизайн картина отвечал Чарльз Уилльям Брин, работавший над «Бегущим по лезвию» 1982 года. Открывающую сцену снимали одной из первых — он хотел представить готовый эпизод продюсерам, чтобы показать своё видение фильма в целом. Съёмки проходили в окрестностях Торонто — чтобы создать эффект бури, использовались специальные поливочные машины. Для съёмок финальной сцены в «Стнэли-Холл» искали старое ветхое сооружение. Съёмочная группа нашла старое здание, которое должны были скоро снести, и получили разрешение на проведение съёмок. Поскольку действие сцены происходит ночью, окружающие предметы и стены окрасили в чёрный цвет, чтобы создать нужный эффект при съёмках внутри в дневное время. Работая над освещением в сцене со свечами, оператор Джеймс Джеймс Чрессантис вдохновлялся независимым фильмом «El Norte» 1984 года. Во время съёмок Блэнкс старался не делать акцентов на жестокости. Некоторые сцены из сценария не были отсняты — например, после убийства героини Вагнер, её отрубленная голова катится по дороге. Техническое исполнение сцен смерти потребовало усиленной работы от художника по спецэффектам Сида Армура (англ. Sid Armour). В сцене погони Рид сама исполнила свои трюки, включая падение с лестницы — она исполнила трюк со страховкой. По словам актрисы, каскадёр, снимавшейся в это сцене в роли убийцы, использовал настоящий топор.

### Монтаж
После окончания основных съёмок в июле 1998 года работа над картиной продолжалась 2 месяца в Лос-Анджелесе. Продюсер МакДоннелл вернулся в Торонто, чтобы отснять так называемые «пик-апы» (англ. pick-ups). Незаконченную версию картины представили тестовой аудитории в Пасадине — зрители оставили благоприятные отзывы.

## Городские легенды
В фильме были использованы следующие городские легенды:
- Подмена противозачаточных таблеток аспирином[10].
- Взрыв желудка после орального секса со спортивной командой[11].
- Защемление вагиной пениса во время секса[12].
- Убийство Мишель маньяком, сидящим на заднем сиденье автомобиля[13].
- Бренда и Натали пытаются вызвать Кровавую Мэри[14].
- Профессор Векслер упоминает страшилку о приходящей няне и маньяке наверху — то же происходит с Паркером перед его смертью[15].
- Профессор предлагает студенту съесть драже «Pop Rocks» и запить его содовой — «смерть малыша Майки». Позже маньяк смешивает соду с бытовой химией[16].
- Дэймона повесили на ветке дерева, а Натали ждала в машине, пока его ноги скреблись о крышу автомобиля[17].
- Паркер предлагает поместить паучьи яйца в жвачку[18] и поместить маленькое животное в анус для анальной стимуляции[19].
- Маньяк с мигающими автомобильными фарами на дороге. Выясняется, что так один раз ради шутки поступили Натали и Мишель, из-за чего погиб юноша. Именно месть стала центральным мотивом для маньяка[20].
- Натали находит свою соседку по комнате задушенной, а на стене надпись: «Ты ведь рада, что не включила свет»[21].
- Маньяк прячется под машиной и наносит удар ножом по пяткам жертвы — так происходит нападение на декана Адамса[22].
- Гость на вечеринке уверяет, что в песне «Love Rollercoaster» слышны настоящие человеческие предсмертные крики[23].
- Паркер находит останки своей собаки в микроволновой печи — отсылка к страшилке о старушке, высушившей свою собаку[24].
- Убийца собирался пытать Натали, использовав легенду о преступниках, вырезающих у жертв почки[25].

## Саундтрек

### Альбом
Альбом «Urban Legend: Music From The Motion Picture Soundtrack» с некоторыми песнями выпустил лейбл «Milan Records» 25 сентября 1998 года:
| №  | Название                       | Исполнитель      | Длительность |
| -- | ------------------------------ | ---------------- | ------------ |
| 1. | «Tortured»                     | Annette Ducharme | 4:43         |
| 2. | «Condition»                    | Ruth Ruth        | 3:41         |
| 3. | «The Only One»                 | Junkster         | 4:36         |
| 4. | «Trying Not To Think About It» | Juliana Hatfield | 3:01         |
| 5. | «Love Rollercoaster»           | Ohio Players     | 4:47         |
| 6. | «Urban Legend»                 | Кристофер Янг    | 5:00         |
| 7. | «Sex Advice With An Axe»       | Кристофер Янг    | 10:00        |

Также в фильме звучали композиции:
1. «Save Yourself» — Stabbing Westward
2. «Total Eclipse Of The Heart» — Bonnie Tyler
3. «Redefine» — Incubus
4. «Spookshow Baby» — Rob Zombie
5. «Comin' Back» — The Crystal Method
6. «Crop Circle» — Monster Magnet
7. «One» — Creed
8. «Twist» — KoRn
9. «The End Of Sugarman» — Roy Ayers
10. «Just One Fix» — Ministry
11. «I Know God» — David Ivy
12. «Deaf Forever» — Motörhead
13. «Riot» — Flaw
14. «What Would You Do (Tha Dogg Pound Song)» — Ice Cube
15. «Call It Something» — Saliva
16. «Zoot Suit Riot» — Cherry Poppin' Daddies
17. «I Don’t Want To Wait» — Paula Cole

### Музыка
Инструментальную музыку написал композитор Кристофер Янг — он создал саундтрек к фильмам «Дом, где падает кровь» и «Восставший из ада». Продюсер картины Майкл МакДоннелл в 1970-х был в одной музыкальной группе с Янгом в Нью-Джерси. Хотя сам Янг был поклонником саундтрека к «Хэллоуину» 1978 года, Блэнкс настоял на том, чтобы он написал к фильму полноценное оркестровое сопровождение.
1. Urban Legend (02:18)
2. Sexual Ax (04:06)
3. Twilight Mercy (06:36)
4. Ghost With The Red Hair (03:04)
5. Auriculae (01:59)
6. Hootie’s In The Microwave (04:15)
7. House Of Pain (01:55)
8. One More Look In Your Eye (05:24)
9. Funeral Music (01:21)
10. King Sting (04:20)
11. Devil Dog Dangling (03:21)
12. Love Anagram (04:28)
13. The Lucky One (01:42)

## Релиз

### Кассовые сборы
Премьера фильма состоялся в «Fox Village Theatre» в Вествуд-Вилладж в Лос-Анджелесе накануне выхода в кинотеатральный прокат США 25 сентября 1998 года. На старте проката фильм показывал 2 257 кинотеатрах по всей стране. При бюджете $14 миллионов в первые выходные сборы составили $10,5 миллионов. Итоговые сборы в США составили $38 072 438 и ещё $34 455 157 — за рубежом; общие сборы составили $72 527 595.

### Критика
Картина получила, в основном, негативные отзывы, набрав лишь 23 % на основе 61-го обзора на сайте «Rotten Tomatoes», со средней оценкой 4.40 из 10: «Элементы „Крика“ появляются в этом фильме то тут, то там… но в куда худшем исполнении». На сайте «Metacritic» средневзвешенный балл, основанный на 15 рецензиях, составляет 35 из 100, что указывает на «в целом неблагоприятные отзывы». «CinemaScore» присвоил фильму оценку «C» по шкале от «A+» до «F».
Многие критики сравнивают картину с «Криком» Уэса Крэйвена. Анита Гейтс в обзоре «The New York Times» назвала фильм «подростковым ужастиком в лучших традициях»: «Молодые звёзды телевидения, иконы жанры Роберт Инглунд и Джон Невилл, современный юмор, замысловатый сюжет и персонажи, слишком хорошо знающие жанры… Возможно, однажды в мире будет слишком много фильмов, вдохновлённых „Криком“, но эта картина смотрится свежо». Боб Хейзлер из «Los Angeles Times» считает картину неоригинальной и затянутой, снятой «по инструкции». Роджер Эберт в обзоре для «Chicago Sun-Times» присвоил фильму 2 звезды из 4-х, но оценил музыку Кристофера Янга: «Фильм хорошо снят, а привлекательные актёры отыгрывают роли и энергично кричат». В обзоре Тая Барра для «Entertainment Weekly» автор написал: «Умело, но абсолютно неинтересно снятый фильм с Алисией Уитт из шоу „Сибилл“ в главной роли и невероятно глупой концовкой… Но почему же персонажи такие противные маленькие придурки? Другими словами — персонажи нам небезразличны». Ким Ньюман в британском журнале «Sight & Sound» написал: "Фильм получился довольно милым — начиная с открывающей сцены с Наташей Грегсон Вагнер, которую после «Крика» будут называть «ролью Дрю Берримор».

### Награды
Игра Алисии Уитт заслужила номинацию на премию «Saturn Award» в категории «Лучшее исполнение роли начинающей актрисой» от «Академия научных фильмов, фэнтези и фильмов ужасов».

### Выход на видео
«Columbia-TriStar Home Video» выпустила фильм на DVD 23 февраля 1999 года. На диске также разместился трек с комментариями режиссёра Блэнкса, сценариста Орты и актёра Майкла Розенбаума, а также короткометражный ролик о съёмках. Компания «Sony» выпустила фильм на Blu-Ray 22 июля 2008 года — без региональной блокировки. 20 ноября 2018 года состоялся релиз коллекционного издания на 2-х дисках от «Scream Factory». Основные дополнительные материалы — кроме аудио-комментариев и театрального трейлера — разместились на втором диске:
- Документальный фильм в 8-и частях, содержащий удалённые сцены (147:00):

1. «The Story Behind Urban Legend» (9:37)
2. «Assembling The Team» (17:44)
3. «A Cast Of Legends» (18:46)
4. «There’s Someone In The Back Seat» (15:42)
5. «Stories From The Set» (28:39)
6. «Campus Carnage» (23:30)
7. «A Legendary Composer» (16:29)
8. «A Lasting Legacy» (17:01)
9. «Extended Interviews» (39:44)
10. «Extended Interviews: Part 2» (36:00)

- «Behind-The-Scenes Footage» (53:00) — видео-материал со съёмочной площадки в трёх частях
- Архивный короткометражный ролик «Making Of» (10:09) — видео с DVD-издания картины.
- Удалённая сцена (2:40)
- ТВ-ролик (1:36)
- Неудачные дубли (2:14)

### Продолжения
В 2000 году в прокат вышел сиквел «Городские легенды 2», а 19 июля 2005 третья часть «Городские легенды 3: Кровавая Мэри» вышла сразу-на-видео. В феврале 2020 года стало известно о разрабокте ребута картины — фильм поставит по собственному сценарию Колин Миниган.